# Sworek
Sworek – gaun wikas samiti w zachodniej części Nepalu w strefie Gandaki w dystrykcie Syangja. Według nepalskiego spisu powszechnego z 2001 roku liczył on 1160 gospodarstw domowych i 5464 mieszkańców (3147 kobiet i 2317 mężczyzn).